# Peru Future Series 2019
Die Peru Future Series 2019 im Badminton fand vom 8. bis zum 12. Mai 2019 in Lima statt. Es war die zweite Austragung der Veranstaltung.

## Sieger und Platzierte
| Disziplin    | Gold                               | Silber                             | Bronze                                                   |
| ------------ | ---------------------------------- | ---------------------------------- | -------------------------------------------------------- |
| Herreneinzel | B. R. Sankeerth                    | Brian Yang                         | José Guevara                                             |
| Herreneinzel | B. R. Sankeerth                    | Brian Yang                         | Daniel La Torre                                          |
| Dameneinzel  | Taymara Oropesa                    | Ghaida Nurul Ghaniyu               | Daniela Macías                                           |
| Dameneinzel  | Taymara Oropesa                    | Ghaida Nurul Ghaniyu               | Kateřina Tomalová                                        |
| Herrendoppel | Osleni Guerrero Leodannis Martínez | Mario Cuba Diego Mini              | William Cabrera Nelson Javier                            |
| Herrendoppel | Osleni Guerrero Leodannis Martínez | Mario Cuba Diego Mini              | Nicolas Oliva Santiago Otero                             |
| Damendoppel  | Daniela Macías Dánica Nishimura    | Diana Corleto Soto Nikte Sotomayor | Inés Castillo Paula La Torre                             |
| Damendoppel  | Daniela Macías Dánica Nishimura    | Diana Corleto Soto Nikte Sotomayor | Nairoby Abigail Jiménez Bermary Altagracia Polanco Muñoz |
| Mixed        | Vinson Chiu Breanna Chi            | Osleni Guerrero Taymara Oropesa    | Mario Cuba Daniela Macías                                |
| Mixed        | Vinson Chiu Breanna Chi            | Osleni Guerrero Taymara Oropesa    | Diego Mini Dánica Nishimura                              |